# Whatleyella sanguinettiae
Whatleyella sanguinettiae is een mosselkreeftjessoort. De wetenschappelijke naam van de soort is voor het eerst geldig gepubliceerd in 1994 door Coimbra, Carreño & Ferron.